# Chronicon Scotorum
Chronicon Scotorum és una crònica medieval d'Irlanda. Segons Nollaig o Muraíle, és «una col·lecció d'annals que pertany al 'grup de Clonmacnoise', que cobreix un període des de la prehistòria fins a 1150 però amb algunes excepcions, més properes als Annals de Tigernach. El text sobreviu en una còpia de Dubhaltach MacFhirbhisigh c.1640 d'un exemplar que ja no existeix.»
La còpia de MacFhirbhisigh es va conservar gràcies al seu amic (i possible pupil) Ruaidhrí Ó Flaithbheartaigh a la fi del segle xvii, però va romandre a França per algun temps a la dècada de 1760 abans de la seva adquisició pel Trinity College de Dublín el 1776. Va ser editat i publicat per William M. Hennessy el 1866, i és un dels més valuosos annals irlandesos en virtut de les seves dades calculadores que van ser distorsionades amb freqüència en altres recopilacions.
Gilla Críst Ua Máel Eóin (Christian Malone), abat de Clonmacnoise, va ser associat amb la compilació del text el 1150; si realment va ser així, el treball va continuar en algun moment després de la seva mort. De tota manera es desconeix la seva relació amb el Chronicon Scotorum.